# Stráža
Stráža – wieś (obec) na Słowacji położona w kraju żylińskim, w okręgu Żylina. 

## Położenie
Miejscowość położona jest w Kotlinie Żylińskiej na prawym brzegu rzeki Varínka, u podnóża Gór Kysuckich (Kysucká vrchovina). Tuż powyżej zabudowań tej miejscowości wznosi się należący do tych wzniesień Želehosť (736 m). 

## Opis miejscowości
Pierwsze wzmianki o miejscowości pochodzą z roku 1439.
Według danych z dnia 31 grudnia 2010, wieś zamieszkiwały 664 osoby, w tym 349 kobiet i 315 mężczyzn.
W 2001 roku Słowacy stanowili 100,0% populacji: